# Бахмут (Куюргазинський район)
Бахму́т (рос. Бахмут, башк. Бахмут) — село у складі Куюргазинського району Башкортостану, Росія. Адміністративний центр Бахмутської сільської ради.
Населення — 618 осіб (2010; 603 в 2002).
Національний склад:
- росіяни — 74%